# Рулетка (азартна гра)
Рулéтка (від фр. roulette — «коліщатко») — різновид однієї з азартних ігор, основний атрибут казино. 
Рулетку називають «чортовим колесом» через те, що сума всіх чисел на рулетці дорівнює 666 (число звіра).

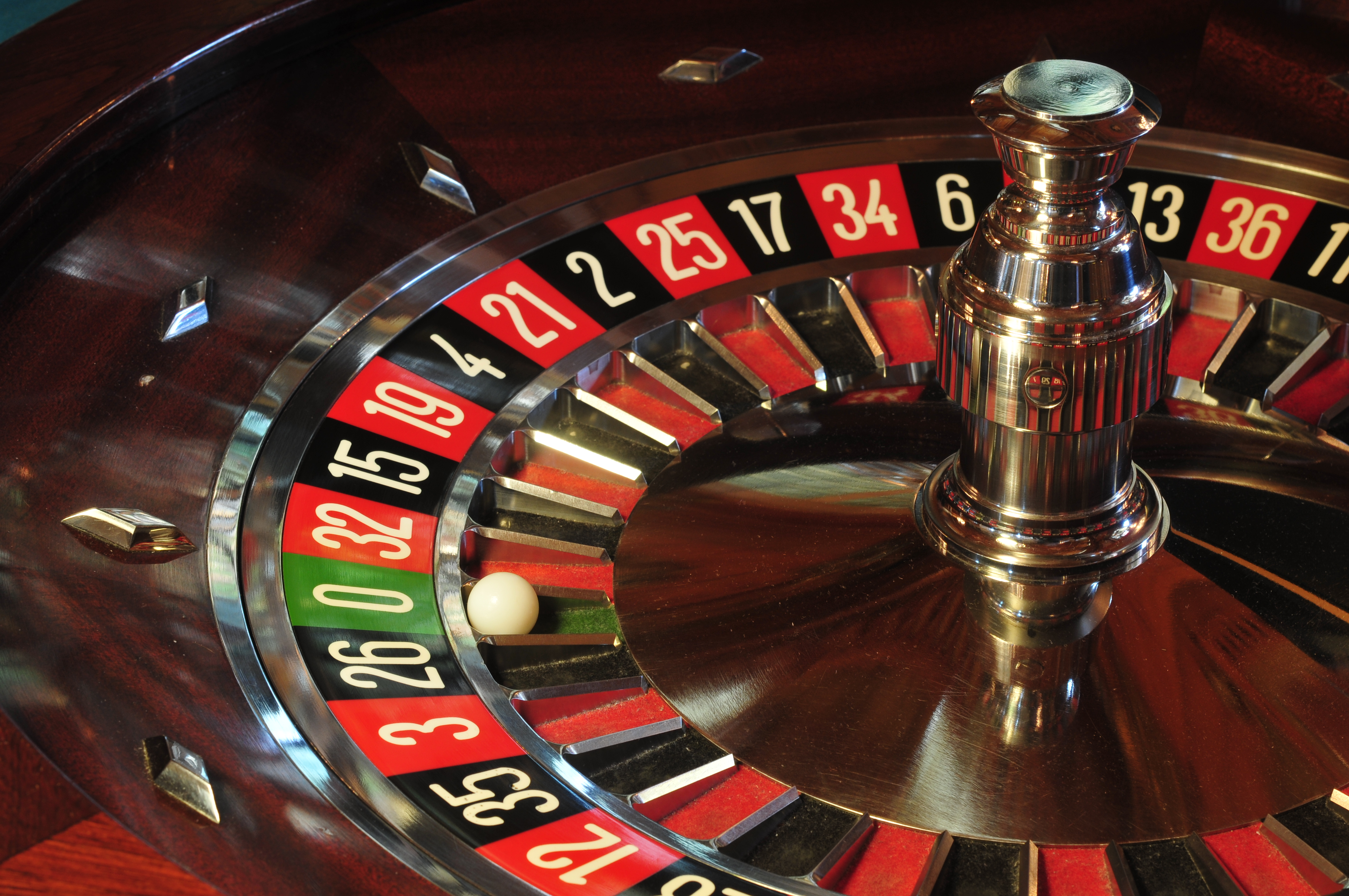

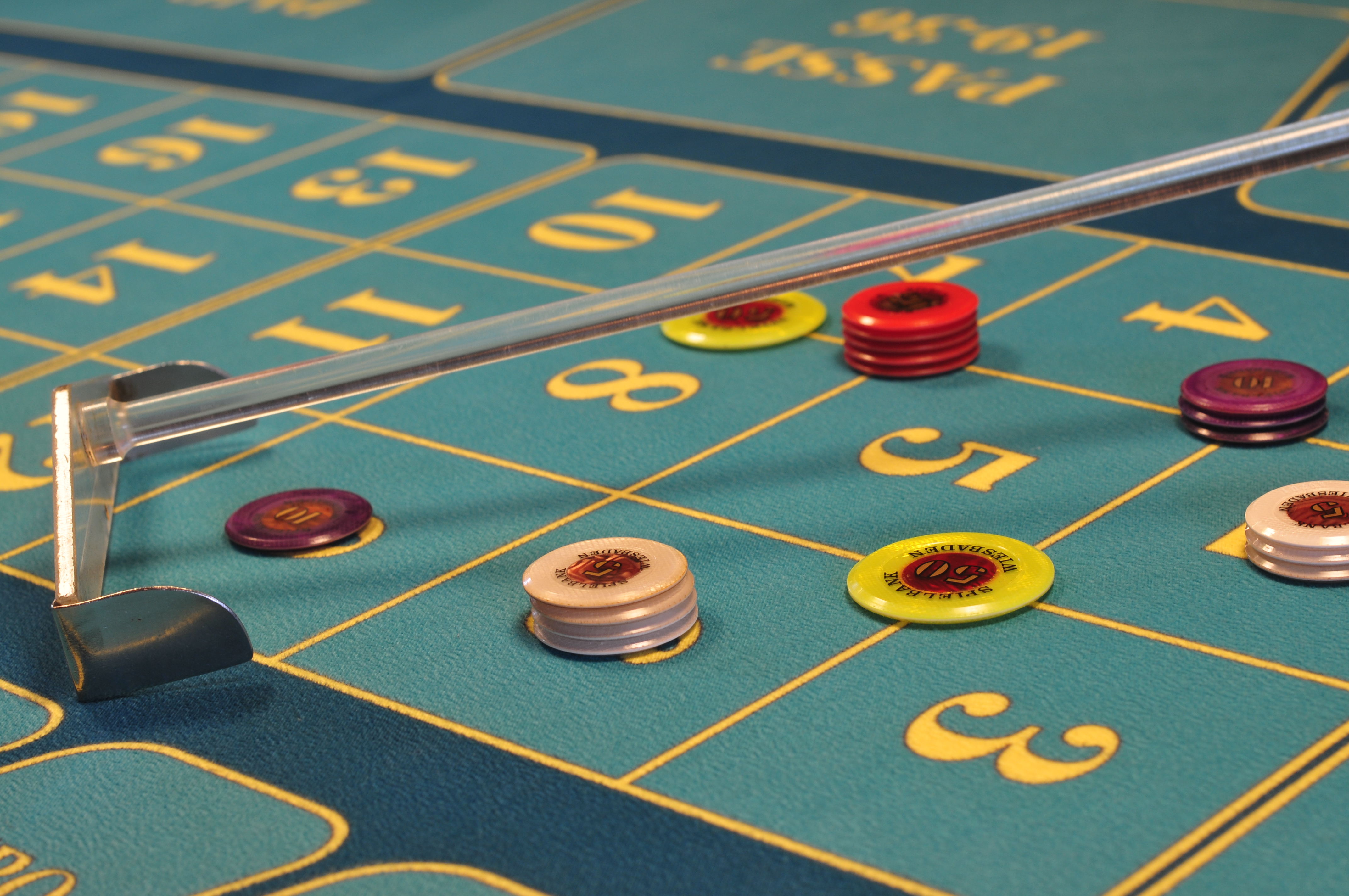

## Історія виникнення
Існує декілька загальновідомих версій щодо походження гри, проте жодна з них не підтверджена документально. Перша згадка про неї датується другою половиною 18 століття.
- За однією з версій, період створення рулетки належить до часів Стародавнього Китаю, мешканці якого грали в гру «Магічна площа», в якій застосовувалось 37 комірок з маленькими статуетками тварин. Згідно з легендою, цю гру побачив один французький монах-домініканець, і для того, аби оживити монотонність монастирського життя, поставив її на колесо. Згодом залишились лише цифри, оскільки статуетки було забрано. Сучасне колесо рулетки в Європі має 37 чисел. Це відповідає цій версії, але найдавніші французькі колеса мали тридцять вісім чисел. З цієї причини китайсько-домініканська історія є малоймовірною.
- За іншими свідченнями, винахід рулетки належить французькому філософу і математику 17 століття Блезу Паскалю, який намагався створити вічний двигун і проводив ряд експериментів, використовуючи пристрій, схожий на рулетку. Як вважають, саме колесо у Паскаля мало назву «рулетка». Вчений навіть не планував використовувати результати своїх дослідів в азартних цілях. Та комусь ще спала на думку вдала ідея застосувати даний пристрій у виключно комерційних цілях і вперше в гру у рулетку зіграли в імпровізованому казино в Парижі.
- Існує ще одне твердження, що пристрій для гри в рулетку, який не зазнав змін дотепер, з'явився в Парижі в 1765 році. Гра, в якій використовувалась рулетка, називалась «Хока». Вона стала модною і швидко завоювала ігрові заклади не лише у Франції (Сен-Сір), але і Німеччині (Баден-Баден), Австрії (Баден-на-Вені), Угорщині (Пешт).

Попри всі заборони, які випадали на долю азартних ігор, ігровий бізнес продовжував своє існування і розвиток. В європейських казино того часу з'являється ще один різновид рулетки — «Буль», де гра іде з одним «зеро», приваблюючи цим гравців. По краю нерухомого колеса, яке нагадувало велику чашу, рухалась кулька. Колесо мало 18 ніш, пронумерованих цифрами від 1 до 9. Роль «зеро» виконувала цифра 5. Гравці могли ставити на будь-яке число, включно із 5. Виграш виплачувався у розмірі 7 до 1, також можна було поставити на парне чи непарне число з виплатою 1 до 1.
Незабаром відкрився майже справжній ігровий заклад на березі Середземного моря в Монако. Його відкрив молодий парижанин Франсуа Бланк — один з найобдарованіших фінансистів того часу. У 1854 році герцог Балломброза вирушив на своїй яхті в морську подорож у супроводі кількох друзів. Після того як яхта прибула в порт Монако, вони вирішили організувати казино в сараї. Воно складалось із чотирьох ігрових столів: двох для гри в рулетку та двох для гри в «трант-е-карант». І лише згодом Франсуа Бланк перетворив цей непрезентабельний сарай в солідне казино, куди з'їжджались люди зі всього світу аби випробувати своє щастя. Після закриття у 1837 році в Європі всіх ігрових закладів почався справжній розквіт Монако як столиці ігрового бізнесу.

## Правила гри

### Ігровий стіл
Стіл рулетки складається з двох частин: барабану та ігрового поля. Ставки на ігровому полі гравці роблять самостійно за допомогою кольорових фішок. Кожен гравець має право грати фішками лише одного кольору, які належать до даного ігрового столу. Такі фішки можна придбати в круп'є столу, обмінявши їх на грошові фішки (які можна придбати за готівку в касі казино). Придбавши кольорові фішки, гравець замовляє їх вартість, в межах мінімуму і максимуму даного столу на ставці straight up. Покидаючи стіл, гравець обмінює кольорові фішки на грошові, оскільки після закриття ігорного столу, вони обмінюються за мінімальною ставкою.

### Ставки та виплати
- Straight Up — ставка «на один номер». Оплата виграшу 35:1. Шанси на виграш: 1 проти 36. Імовірність: 0,027. Фішка ставиться на поле з позначкою вибраного номера.
- Split — ставка «на два номери» . Оплата виграшу 17:1. Шанси на виграш: 2 проти 35. Імовірність: 0,054. Фішка ставиться на лінію, яка розділяє два номери.
- Street — ставка «на три номери». Оплата виграшу 11:1. В поперечному ряді три номери. Шанси на виграш: 3 проти 34. Імовірність: 0,081. Фішка ставиться на вертикальну лінію, яка обмежує ряд справа чи зліва.
- Street з Zero  — ставка «на три номери включно із zero». Оплата виграшу 11:1. Шанси на виграш: 3 проти 34. Імовірність: 0,081. Фішка ставиться на кут між двома номерами і zero.
- Corner (Вугол, Хрест, Каре) — ставка «на чотири номери». Оплата виграшу 8:1. Шанси на виграш: 4 проти 33. Імовірність: 0,108. Фішка ставиться на кут між чотирма номерами.
- Corner, First four — ставка «на чотири номери включно із zero». Оплата виграшу 8:1. Шанси на виграш: 4 проти 33. Імовірність: 0,108. Фішка ставиться на кут між першим Street-ом і zero.
- Sixline — ставка «на шість номерів». Оплата виграшу 5:1. Шанси на виграш: 6 проти 31. Імовірність: 0,162. Фішка ставиться на кут між рядами.
- Dozen — ставка «на дюжину». Оплата виграшу 2:1. Можливі ставки на одну із трьох дюжин: першу (номери 1-12), другу (номери 13-24) і третю (номери 25-36). Шанси на виграш: 12 проти 25. Імовірність: 0,324. Фішка ставиться поле з позначенням вибраної дюжини. При випаданні на рулетці zero, ставки на дюжини програють.
- Column — ставка «на колону». Оплата виграшу 2:1. В кожній з трьох колон є 12 номерів. Шанси на виграш: 12 проти 25. Імовірність: 0,324. Фішка ставиться на поле, під вибраною колоною. При випаданні на рулетці zero, ставки на колони програють.
- Ставка «на сусідів» — ставки на сусідів встановлюються на додаткове поле через круп'є. Ставка «сусіди» — це ставка на 5 чисел — номер і найближчі до нього числа на барабані, по два з обох боків. На сусідів приймається ставка кратна 5 кольоровим фішкам. Якщо випадає один з цих п'яти номерів, дилер виставляє 1/5 частину ставки на номер, що випав на ігровому полі, і оплачує його 35:1. Частина ставки що залишилась, програє. Фактично ставка 5 проти 32. Імовірність 0,135.

#### Ставки на серії

Сектори барабану рулетки

Ставка «на серії (сектори)» — ставка, яка дозволяє гравцю необхідною і мінімальною кількістю фішок перекрити всі номери, які входять в один із чотирьох секторів кола рулетки:
- Велика серія (Voisins du zero): необхідна кількість фішок — 9. Розподіл грошей: 0/2/3 — 2 шт., 4/7 — 1 шт., 12/15 — 1 шт., 18/21 — 1 шт., 19/22 — 1 шт., 25/26/28/29 — 2 шт., 32/35 — 1 шт. Дев'ятьма фішками перекривається 17 чисел.
- Мала серія (Tier): необхідна кількість фішок — 6. Розподіл ставок: 5/8 — 1 шт., 10/11 — 1 шт., 13/16 — 1 шт., 23/24 — 1 шт., 27/30 — 1 шт., 33/36 — 1 шт. Шістьма фішками перекривається 12 чисел.
- Орфлайнс (Orphelines): необхідна кількість фішок — 5. Розподіл ставок: 1 — 1 шт., 6/9 — 1 шт., 14/17 — 1 шт., 17/20 — 1 шт., 31/34 — 1 шт. П'ятьма фішками перекривається 8 чисел.
- Зеро-шпіль (0-Spiel): необхідна кількість фішок — 4. Розподіл ставок: 0/3 — 1 шт., 12/15 — 1 шт., 26 — 1 шт., 32/35 — 1 шт Чотирма фішками перекривається 7 чисел.

Ставки на сусідів і серії приймаються перед запуском кульки.

#### Прості шанси (Even chances)
- Red/Black (Червоне/Чорне) — ігрове поле рулетки поділено на червоні та чорні номери, по 18, окрім Zero. Виграють числа певного кольору. Ставка робиться на відповідний ромб на полі ігрового стола. Виграш 1:1
  - Чорні числа: 2, 4, 6, 8, 10, 11, 13 ,15, 17, 20, 22, 24, 26, 28, 29, 31, 33, 35
  - Червоні числа: 1, 3 ,5, 7, 9, 12, 14, 16, 18, 19, 21, 23, 25, 27, 30, 32, 34, 36
- Even/Odd (Парні числа/Непарні числа) — ставка на 18 номерів робиться на відповідні поля ігрового столу Even (парні числа) або Odd (не парні числа). Виграш 1:1. Для зручності запам'ятовування слово Even має чотири літери (парне число), а слово Odd — три (не парне число)
- 1—18/19—36 (Малі числа/Великі числа)— ставка на 18 номерів робиться на відповідні поля ігрового столу — 1—18 або 19—36. Виграш 1:1

Коли випадає zero (0), програють всі ставки, крім власне zero, а ставки на шанси діляться пополам, за іншими правилами знімаються повністю або повністю залишаються.

### Хід гри
Гравці на запрошення круп'є робити ставки самостійно розташовують свої фішки на ігровому полі. Величина ставок обмежується мінімумом і максимумом вказаними на ігровому столі.
Круп'є запускає кульку проти руху колеса. Після слів круп'є: «Дякую, ставки зроблено», — ставки не робляться, не змінюються і не повертаються. Неоднозначні ставки, а також ставки, які невірно поставлені або ж нижчі за мінімум — не приймаються.
Якщо ставка перевищує максимум, круп'є оголошує суму перевищення і зайва частина повертається гравцю після падіння кульки.
Після падіння кульки круп'є оголошує переможний номер. Всі програні ставки знімаються з поля. Всі ставки, які мають відношення до переможного числа, підлягають оплаті. Переможні ставки на полі гравець може забрати після того, як всі виплати зроблено. Якщо фішка торкається лінії, зараховується та комбінація, яка відповідає даному розташуванню.
Обмін грошових фішок на кольорові й навпаки під час спіну не проводяться.
Запуск кульки вважається не дійсним, якщо:
- кулька вискочила із барабану
- колесо рулетки зупинилось
- кулька зробила менше трьох обертів
- в барабан потрапив сторонній предмет.

У випадку «зависання» кульки, а також з інших причин, які заважають нормальному обертанню кульки, рішення про повторний запуск приймається круп'є.
Гравець має право звернутися до круп'є за роз'ясненням правил гри.
Існують випадки, коли круп'є помилково знімає виграшну ставку з поля і не визнає цього. В такому випадку необхідно звертатися до старшого менеджера, оскільки за кожним столом, як правило, слідкують камери відеонагляду та істинність не важко встановити.